# Rivolta di Bale
La rivolta di Bale, noto anche come Movimento Popolare di Bale, fu un conflitto di guerriglia che scoppiò nella provincia etiope di Bale, guidato dai popoli locali Oromo e Somali. La rivolta aveva come bersaglio l'insediamento degli Amhara e il sistema feudalistico che aveva luogo nell'impero etiope.